# Kelurahan Pamoyanan (administrativ by i Indonesien, lat -6,90, long 107,59)
Kelurahan Pamoyanan är en administrativ by i Indonesien.   Den ligger i provinsen Jawa Barat, i den västra delen av landet, 110 km sydost om huvudstaden Jakarta.